# Royal Peculiar
Um Royal Peculiar (ou Royal Peculier) é um local de culto que está diretamente sob a jurisdição do monarca britânico, em vez de uma diocese. O conceito data do período anglo-saxónico, quando uma igreja poderia aliar-se com o monarca e, portanto, não estaria sujeita ao bispado da área. Mais tarde, ela refletiu a relação entre os Normandos e Plantagenetas e a Igreja. 

## Royal Peculiars atuais

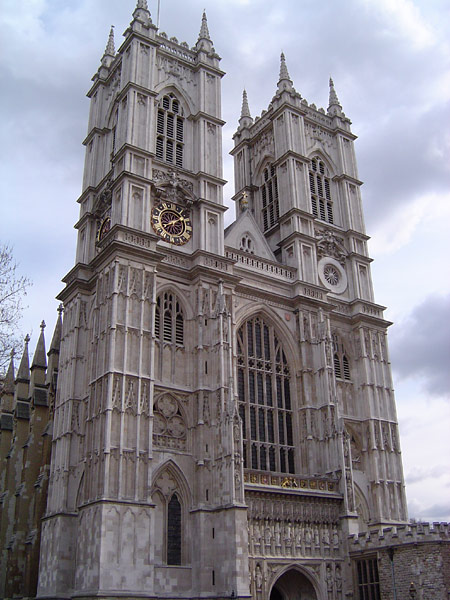
Abadia de Westminster.

- A Igreja da Colegiada de São Pedro, Westminster vulgarmente conhecida como Abadia de Westminster, contém a Capela Henrique VII, que é a capela da Ordem do Banho;
- Capela de São Jorge, Castelo de Windsor;
- Capela Real de Todos os Santos, Windsor.
- As capelas associada com a Capela Real, que originalmente não se refere a um só edifício, mas sim a um estabelecimento na Royal Household; um corpo de sacerdotes e os coros para servir exclusivamente as necessidades espirituais dos soberanos. Há mais seis Capelas Reais: 
  - A Capela Real, Palácio de St. James;
  - A Capela da Rainha, Palácio de St. James;
  - A Capela Real, Hampton Court;
  - A Capela de São João Evangelista, na Torre de Londres;
  - A Capela Real de São Pedro ad Vincula, na Torre de Londres.
- Hospital Real e Igreja Colegiada de Santa Catarina da Torre, agora Fundação Real de Santa Catarina, em Ratcliff, Londres.
- A capela em Holyrood Palace.
- São Eduardo Rei e Mártir, Cambridge

## Não-Royal Peculiars
- A Capela da Rainha de Sabóia é peculiar, mas não real, no sentido comum. É isenta de qualquer jurisdição do bispo, mas é uma capela privada do soberano em razão do Ducado de Lancaster, não da Coroa. É a capela da Real Ordem Vitoriana. O número de membros nos últimos anos tem crescido para além do espaço disponível na Capela de Sabóia; assim a cerimónia de entrega de condecorações é, atualmente, realizada na Capela de São Jorge, no Castelo de Windsor, de quatro em quatro anos.

As seguintes capelas do Inns of  Court são extra-diocesanas e, portanto, peculiars, mas não reais: 
- A Peculiar do Templo da Igreja;
- A Peculiar de Lincoln's Inn;
- A Peculiar de Gray's Inn.

## Antigas Royal Peculiars
- Cânones de Dover Priory, até 1130;
- Santíssima Trindade, Minories, Londres, até 1730;
- Santa Maria e São Alkeld, Middleham, até 1845;
- Wimborne Minster, 1318 - 1846;
- Igreja Coligiada de São Pedro, Wolverhampton, 1479 - 1846;
- O Deado de São Buryan compreendendo a Igreja de São Buryan em St. Buryan, a Igreja de São Sennen, em Sennen, e a Iigreja de São Levan, em St. Levan, até 1850;
- O Deado de Bridgnorth, até 1856.